# Babette Ihle

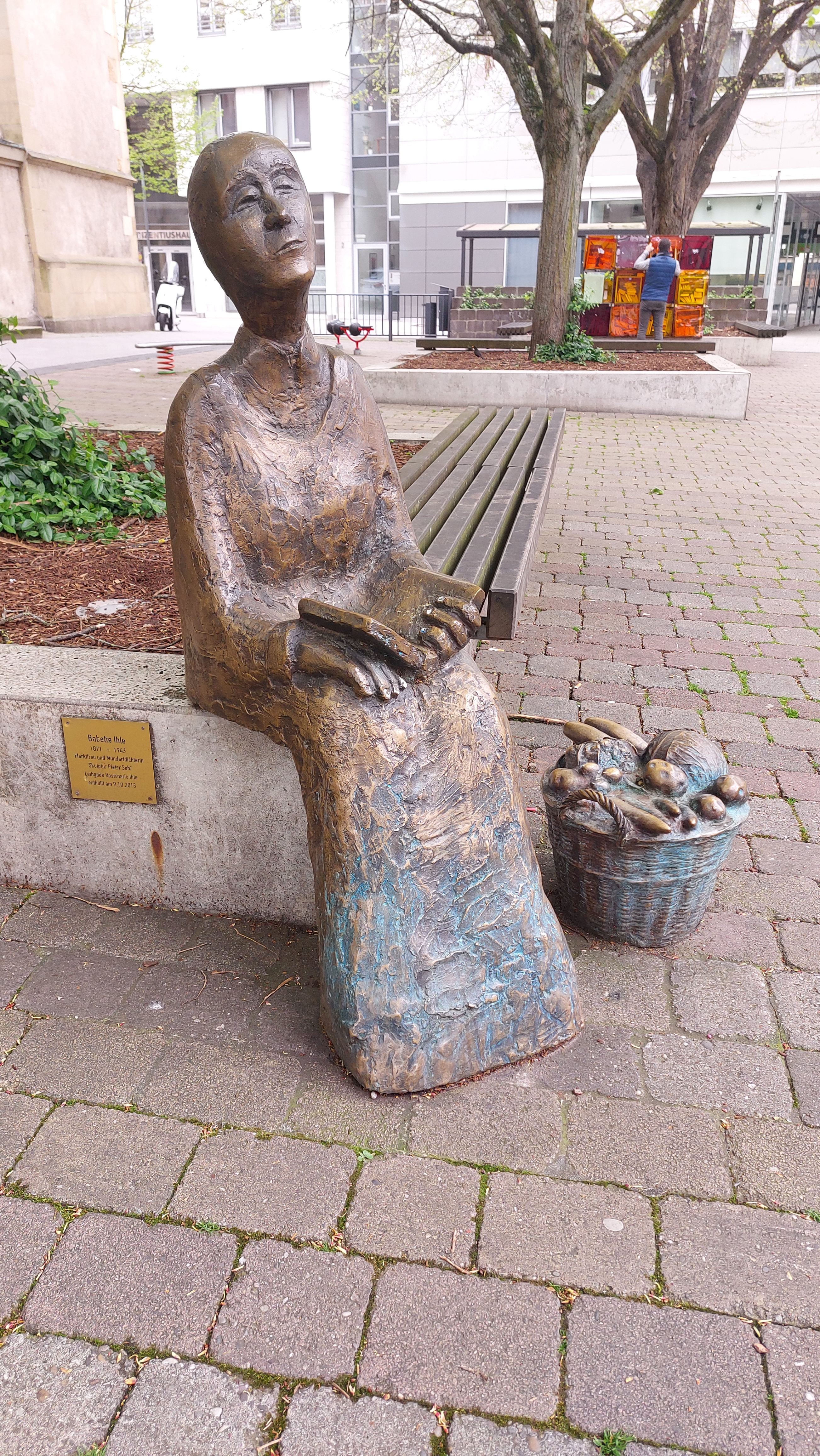
Babette Ihle um 1900

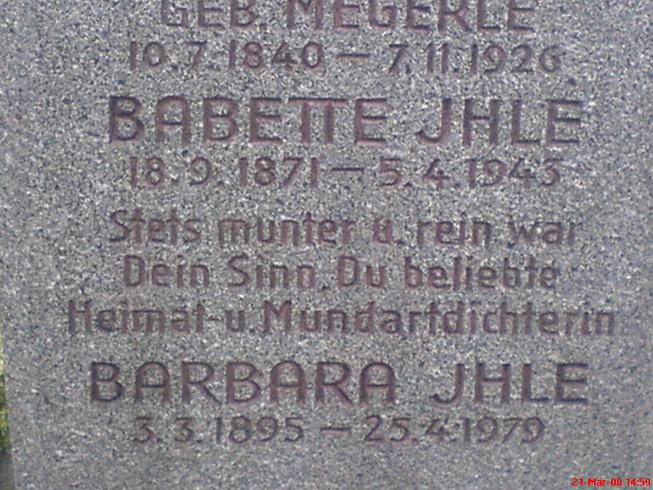
Grabinschrift

Babette Ihle (* 18. September 1871 in Bruchsal; † 5. April 1943 ebenda; eigentlich Barbara Ihle) war eine badische Mundartdichterin. Im Volksmund war sie als die „Ihles Bawett“ bekannt.

## Leben
Die Eltern waren typische Kleinbauern, die zusammen mit den älteren Kindern eine Nebenerwerbslandwirtschaft betrieben. Der Vater hatte als Haupterwerb eine Anstellung bei der Eisenbahn.
Babette hatte fünf Brüder, weshalb von ihr eine rege Mithilfe im Haushalt und beim Verkauf der überschüssigen Erzeugnisse auf dem Wochenmarkt erwartet wurde. Das mag mit auch ein Grund gewesen sein, weshalb sie unverheiratet blieb und nach dem Tod ihrer Eltern das Haus in der Württemberger Straße mit der kleinen Landwirtschaft übernahm.
In Bruchsal und den umliegenden Gemeinden wurde Babette durch ihre selbst verfassten Reime und Gedichte in Bruchsaler Mundart bekannt. Diese trug sie bei feierlichen Anlässen wie Geburtstagen und Hochzeiten vor. In ihren mitunter etwas holperigen und derben Reimen beschäftigte sie sich meist mit ihrem eigenen Umfeld, dem der einfachen bäuerlichen und kleinbürgerlichen Leute. In Verbindung mit ihrer herzlichen Art und ihrem Witz erlangte sie eine große Beliebtheit bei ihren Mitbürgern.
Im Jahr 1929 ließ sie sich zwei ihrer längeren Werke (Frieher un heit, Wie´s de Rosl em Diene gange isch) in Heftform drucken und verkaufte sie auf ihrem Stand auf dem Wochenmarkt. Diese wurden 2004 als Faksimiledruck neu aufgelegt.
In einer Hommage an Babette Ihle zeigt das örtliche Theater in einer aktuellen Aufführung das Stück: „So ischs worre“.

## Gedichte
- Wie´s de Rosl em Diene gange isch, 1929 (Nachdruck 2004)
- Frieher un heit, 1929 (Nachdruck 2004)

Frieher un heit (Auszug)
Wie ischs frieher gwest so schee,

So ischs heitzudag nemmeh.

Heit isch ä umgekehrde Welt;

Wu ma naguckt isch kei Geld.

D' Leit senn garnemeh zufriede,

D' Grundsätz, die senn ganz veschiede.

Närijez isch meh Oinichkaid,

Iweral gibts Schtreidichkaid.

Wie´s de Rosl em Diene gange isch (Auszug)
Freiheit, die ich meine,

die mein Herz erfüllt

wie hat die Dahm, die Feine

mich so arig gedrillt.

Jetzt hab ich auch gedienet

wohl in der Residenz,

das tu ich niemals wieder,

noi, liewer hüt i Gens.